# Air Europa
Az Air Europa Líneas Aéreas, S.A.U. a harmadik legnagyobb spanyol légitársaság, az Iberia és a Vueling után. Székhelye a Mallorca szigetén található Llucmajor, bázisrepülőterei a Adolfo Suárez Madrid-Barajas repülőtér, a Palma de Mallorca nemzetközi repülőtér, illetve a Tenerife Norte repülőtér. Az Air Europa több mint 44 úticélra üzemeltet járatokat, többek között belföldön, Európába, Észak-Amerikába, Dél-Amerikába, a Karib-térségbe, Marokkóba és Tunéziába. 2007 óta a SkyTeam légiszövetség tagja.

## Flotta

### Jelenlegi flotta
(Az Air Europa Express-szel együtt.)
| Repülőgép        | Szolgálatban | Megrendelések | Utasok száma | Utasok száma   | Utasok száma |
| Repülőgép        | Szolgálatban | Megrendelések | Első osztály | Turistaosztály | Összesen     |
| ---------------- | ------------ | ------------- | ------------ | -------------- | ------------ |
| Boeing 737-800   | 18           | —             | 12           | 168            | 180          |
| Boeing 737 MAX 8 | —            | 20            | TBA          | TBA            | TBA          |
| Boeing 787-8     | 8            | —             | 22           | 274            | 296          |
| Boeing 787-9     | 10           | 6             | 30           | 303            | 333          |
| ATR 72-500       | 3            | —             | —            | 68             | 68           |
| Embraer 195LR    | 7            | —             | 12           | 108            | 120          |
| Összesen         | 46           | 26            |              |                |              |